# Sergio Reyna
Sergio Armando Reyna Moller (Coatepeque, Quetzaltenango; 19 de junio de 1984) es un árbitro de fútbol guatemalteco. Actualmente es árbitro oficial de la FIFA.

## Carrera
Ha arbitrado varios eventos futbolísticos entre ellos algunos campeonatos de la Concacaf y la liga nacional de Guatemala desde 2015.

## Participaciones
- Liga Nacional de fútbol de Guatemala (desde 2015)[5]
- Liga B de la Liga de Naciones de la Concacaf 2019-20[6]
- Clasificación para la Liga de Naciones Concacaf 2019-20[6]
- Liga de Campeones de la Concacaf 2022[5]
- Clasificación de Concacaf para la Copa Mundial de 2022[7]
- Liga Concacaf 2022[5]
- Liga B de la Liga de Naciones de la Concacaf 2023-24[8]
- Leagues Cup 2023[5]
- Copa Centroamericana de Concacaf 2023[9]
- Campeonato Sub-20 de la Concacaf de 2024